# Donn Draeger
Donald Frederick "Donn" Draeger (15 de abril de 1922 - 20 de octubre de 1982) fue un artista marcial y escritor estadounidense, mundialmente famoso por su experiencia en las artes marciales de Japón y su papel en la expansión internacional del judo. Junto con Robert W. Smith y Jon Bluming, es considerado el principal pionero de las artes marciales en Occidente, y figura como fundador de la disciplina conocida como hoplología.
En el momento de su muerte, ocurrida en 1982 por cáncer, Draeger ostentaba varios cinturones negros y altos rangos, incluyendo un 5º dan en judo, un 7º dan en kendo, 7º dan en iaido, 7º dan en jodo, y un kuoshi menkyo de la escuela Tenshin Shōden Katori Shintō-ryū.
Draeger también trabajó como coreógrafo de cine, actuando como doble de Sean Connery en la película de 1967 You Only Live Twice.

## Ensayos publicados
- Judo Training Methods: A Sourcebook, con Takahiko Ishikawa, The Charles E. Tuttle Co., 1961
- Shaolin Lohan Kung-Fu, con P'ng Chye Kim (Penang, Malaysia, 1979)
- Pentjak-Silat The Indonesian Fighting Art, Kodansha International Ltd, 1970
- Asian Fighting Arts, con Robert W. Smith, Kodansha International, 1969; retitulado Comprehensive Asian Fighting Arts en 1980
- Classical Bujutsu: Martial Arts And Ways Of Japan, Vol I., Weatherhill, 1973, 1996
- Classical Budo: Martial Arts And Ways Of Japan, Vol II., Weatherhill, 1973, 1996
- Modern Bujutsu & Budo: Martial Arts And Ways Of Japan, Vol III., Weatherhill, 1974, 1996
- Japanese Swordsmanship: Technique And Practice, con Gordon Warner, Weatherhill, 1982
- The Weapons and Fighting Arts of Indonesia
- Phoenix-Eye Fist: A Shaolin Fighting Art of South China
- Shantung Black Tiger: A Shaolin Fighting Art of North China, con Leo Budiman Prakarsa y Quintin T. G. Chambers, Weatherhill, 1976
- Judo Formal Techniques: A Complete Guide to Kodokan Randori No Kata
- Ninjutsu: The Art of Invisibility, Japan's Feudal Age Espionage Methods, Lotus Press, 1977; Phoenix Books, 1994